# Großsteingräber bei Engersen
Die Großsteingräber bei Engersen waren drei mögliche megalithische Grabanlagen der jungsteinzeitlichen Tiefstichkeramikkultur bei Engersen, einem Ortsteil von Kalbe (Milde) im Landkreis Stendal, Sachsen-Anhalt. Alle drei wurden wohl spätestens im 19. Jahrhundert zerstört. Beschreibungen zu den Anlagen liegen nicht vor, ihre mögliche Existenz ist nur durch die Bezeichnungen „Teufelsberg“, „auf dem Teufelsberg“ und „Hühnerbreite“ auf einem historischen Messtischblatt belegt.